# آکاشا
آکاشا (انگلیسی: Akasha)، پهنه ای وسیع است، اقیانوسی بی کرانه که عالم در آن بسانِ جزیره ای شناور است.

## هندوئیسم
آکاشا دارای سلسله مراتبی است که هر یک از مراتب آن، با یکی از سه حالت معرفت شناختی؛ بیداری، رؤیا و خواب عمیق و همچنین با یکی از تجلیات تریمورتی؛ برهما، ویشنو و شیوا مرتبط است. هر یک این تجلیات سه‌گانه به ترتیب، ایجاد، ابقاء و فنای جهان را برعهده دارند، و ارکان کلُّ شیء از آنها پر است.

## اوپانیشاد
آکاشا مظهر برهمن است و بر مبنای چاند اوپانیشاد همه موجودات از اثیر برمی‌خیزند و به اثیر بازمی‌گردند.

## جینیسم
آکاشا (نقطه‌های بی شمار)، عنصر لطیفی است که در تمام جهان هستی، سریان می‌یابد و همه چیز را فرا می‌گیرد و خود عاری از صورت (amurti) است.

## بودیسم
فضا، مکان، اثیر، آسمان، مکان و سپهر نا محدود است. .